# سیرا ویستا (آریزونا)
سیرا ویستا (به انگلیسی: Sierra Vista) شهری در شهرستان کوچیز ایالت آریزونا است که در سرشماری سال ۲۰۱۰ میلادی، ۴۳٬۸۸۸ نفر جمعیت داشته است. سیرا ویستا، به‌طور رسمی در تاریخ ۱۹۵۶ میلادی به‌عنوان یک شهر شناخته شد.

## نگارخانه

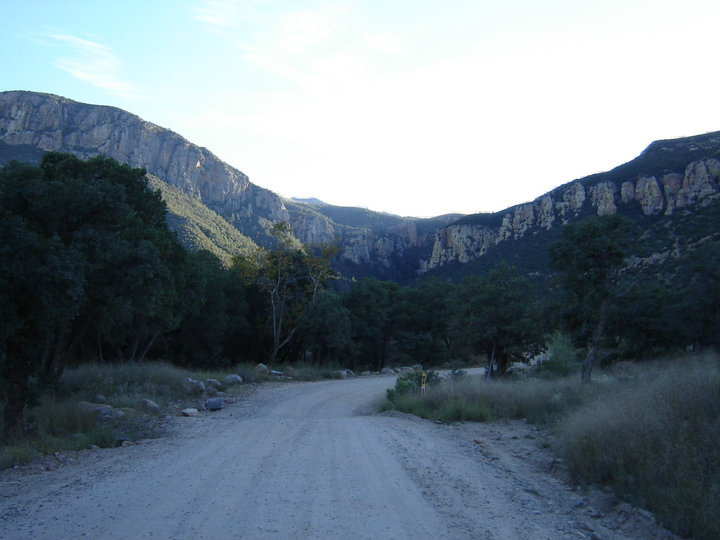
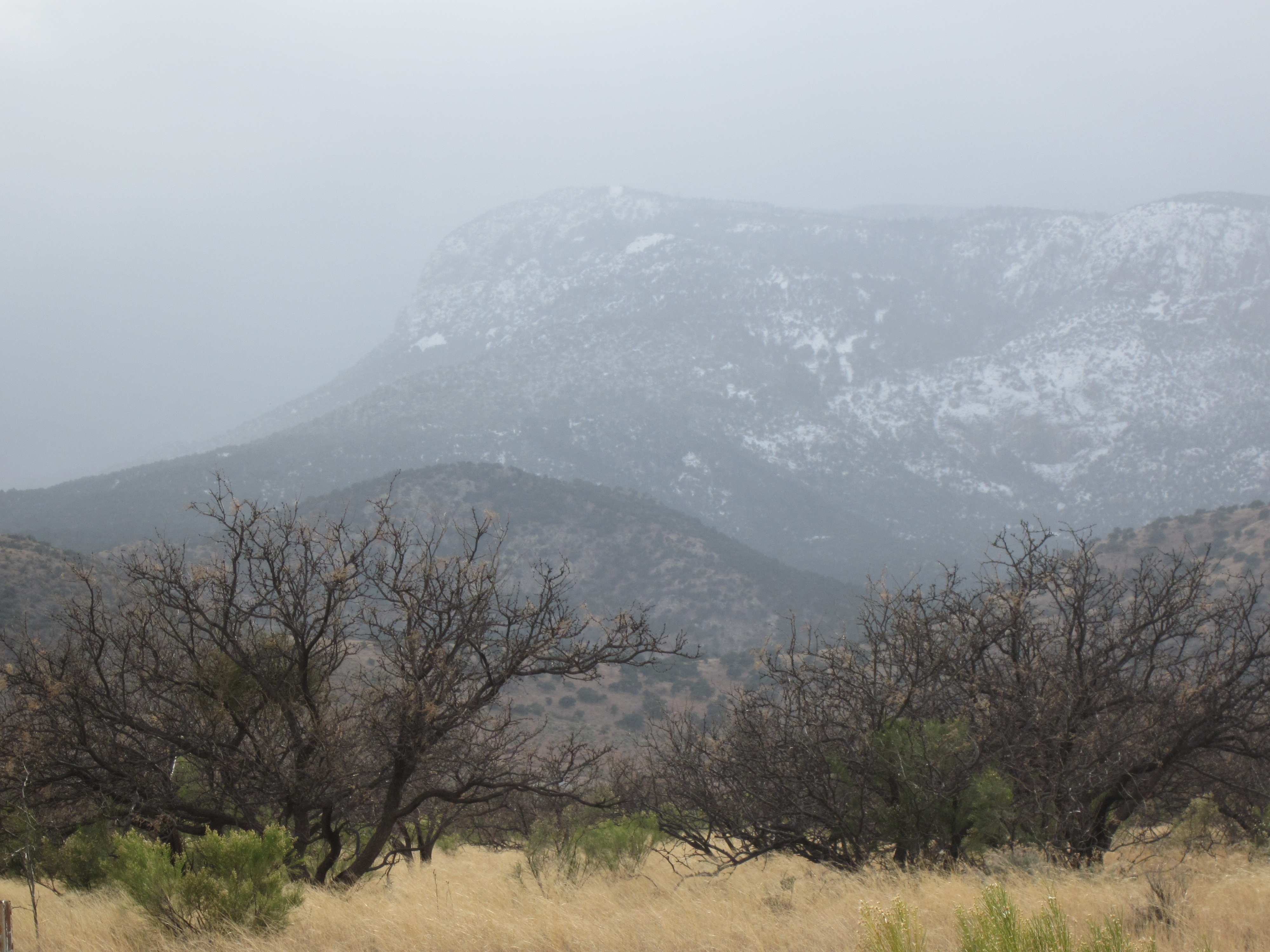